# П'єро ді Козімо Медічі
П'єро ді Козімо Медічі (італ. Piero di Cosimo de Medici; 19 вересня 1416, Флоренція —2 грудня 1469, Флоренція) — голова Флорентійської республіки з 1464 до 1469 року. Син Козімо Медічі. Походив з роду Медічі. Мав прізвисько «Подагрик».

## Життєпис
З дитинства відрізнявся слабким здоров'ям та невеликими здібностями. Тим не менш після смерті свого батька у 1464 році фактично успадкував посаду голови Флорентійської республіки. Проте відразу розпочалися труднощі. Радником у П'єро був Діотісальві Нероні, який порадив П'єро Медічі затребувати з усіх боржників повернення кредитів Банку Медічі. Це було зроблено з метою повалити владу Медічі у Флоренції. До змови Нероні приєдналися Лука Пітті, Ніколо Содеріні та Ан'оло Аччаюолі. П'єро Медічі, вважаючи Нероні своїм другом, скористався його порадою. В результаті він надбав багато ворогів. Але поступово інтереси ворогів почали проявлятися. Щоб забезпечити свою владу та випередити ворогів, П'єро Медічі 27 серпня 1466 року закликав своїх прихильників до зброї та атакував супротивників. Вороги Медічі не чекали такого завзяття від П'єро Медічі та втекли з Флоренції.
Ніколо Содеріні та Діотісальві Нероні збурили Венецію проти Флорентійської республіки. У 1467 році почалися бойові дії. До Венеції приєднався маркіз Феррари Борсо, який спрямував до антифлорентійських сил власні загони на чолі із своїм братом Ерколе Есте. Об'єднані сили Венеції та Феррари очолив відомий кондотьєр Бартоломео Коллеоні. Щоб убезпечити своє становище, П'єро Медічі уклав союз з герцогом Міланським  Галлеацо і неаполітанським королем Ферранте. Бойові сутички між ворожими загонами складалися з невеличких сутичок. Врешті-решт вороги уклали мир (1468 рік). Після цього володарюванню П'єро Медічі ніхто не загрожував.
Водночас П'єро Медічі багато зробив, щоб увійти до аристократії Італії. Підняти свій рід до князівського статусу. Для цього від влаштував шлюб свого сина Лоренцо з представницею римської аристократичної родини — Кларіче Орсіні.
За всім цим П'єро Медічі не забував про розвиток банківської справи. Банк Медічі посилив свої позиції у Франції та Англії. Кредитуючи королів, представників знаті цих країн, П'єро зміцнював свій авторитет не тільки в Італії, а й у Європі. Особливо тісні економічні та політичні зв'язки у Медічі встановилися з Людовиком XI, королем Франції. Як знак своєї прихильності французький король дозволив П'єро Медічі розмістити в геральдичній емблемі (гербі) Медічі три французькі лілії.
Помер П'єро Медічі 2 грудня 1469 року в Флоренції, передавши владу своїм синам — Лоренцо та Джуліано.

## Родина
Дружина — Лукреція Торнабуоні (1427—1482), донька Франческо Торнабуоні, заможного флорентійця
Діти:
- Б'янка (1445-1505), дружина Гульєлмо Пацці
- Лукреція (1448-1493), Бернардо Руселлаї
- Лоренцо (1449-1492), чоловік Кларіче Орсіні (донька Джакомо Орсіні, сеньйора Монтеротондо й Браччіано)
- Джуліано (1453-1478)
- Марія (1455-1479), дружина Леонетто Россі